# Kadyr Tagajew
Kadyr Tagajew (ros. Кадыр Тагаев, ur. 1891 w obwodzie syrdaryjskim w Kraju Turkiestańskim, zm. 1980) – kazachski pracownik kołchozu, przodownik pracy, Bohater Pracy Socjalistycznej (1948).

## Życiorys
Gdy na terytorium Kazachskiej ASRR rozpoczęła się forsowna kolektywizacja rolnictwa, wstąpił do arteli rolniczej, która później stała się kołchozem. W tym kołchozie pracował jako hodowca koni, starając się maksymalnie zwiększyć liczebność ich stada. Według stanu na rok 1947 wyhodował 55 źrebiąt z 55 klaczy. Za uzyskanie wysokiej produktywności żywego inwentarza, uchwałą Prezydium Rady Najwyższej ZSRR z 23 lipca 1948 został uhonorowany tytułem Bohatera Pracy Socjalistycznej i Orderem Lenina. Hodowlą koni zajmował się do przejścia na emeryturę w końcu lat 50.